# Liste des lieutenants-gouverneurs de l'Ontario
Ceci est une liste des lieutenants-gouverneurs de l'Ontario, province du Canada, avant et après la Confédération canadienne en 1867.

## Lieutenants-gouverneurs du Haut-Canada,1792-1841
Le Haut-Canada fut créé à partir de la partie occidentale de la province de Québec par l'Acte constitutionnel de 1791.
| Nom                        | Poste                                  | Mandat                |
| John Graves Simcoe         | Lieutenant-gouverneur                  | 1792-1794*            |
| Peter Russell              | Administrateur                         | 1798*-1799            |
| Peter Hunter               | Lieutenant-gouverneur                  | 1799-1805             |
| Alexander Grant            | Président administrant le gouvernement | 1805-1806             |
| Francis Gore               | Lieutenant-gouverneur                  | 1806-1808*, 1810-1811 |
| Isaac Brock                | Président administrant le gouvernement | 1811-1812             |
| Roger Hale Sheaffe         | Président administrant le gouvernement | 1812-1813             |
| Francis de Rottenburg      | Président administrant le gouvernement | 1813                  |
| Gordon Drummond            | Président administrant le gouvernement | 1813-1814             |
| George Murray              | Lieutenant-gouverneur provisoire       | 1815                  |
| Frederick Philips Robinson | Lieutenant-gouverneur provisoire       | 1815                  |
| Francis Gore               | Lieutenant-gouverneur                  | 1815-1817             |
| Samuel Smith               | Administrateur                         | 1817-1818             |
| Peregrine Maitland         | Lieutenant-gouverneur                  | 1818-1828             |
| John Colborne              | Lieutenant-gouverneur                  | 1828-1836             |
| Francis Bond Head          | Lieutenant-gouverneur                  | 1836-1838             |
| George Arthur              | Lieutenant-gouverneur                  | 1838-1839             |
| Charles Poullet Thompson   | Lieutenant-gouverneur                  | 1839-1840             |

* Des archives pour 1795-1797 et 1809 n'ont pas été trouvées.

## Gouverneurs généraux du Canada-Ouest,1841-1867
| Nom                          | Poste                                                     | Mandat    |
| Charles Poullet Thompson     | Gouverneur en chef                                        | 1841      |
| John Clitherow               | Sous-gouverneur                                           | 1841      |
| Richards Downes Jackson      | Administrateur                                            | 1841-1842 |
| Charles Bagot                | Gouverneur général                                        | 1842-1843 |
| Charles Theophilius Metcalfe | Gouverneur général                                        | 1843-1845 |
| Charles Murray               | Administrateur                                            | 1845-1846 |
|                              | Gouverneur général                                        | 1846-1847 |
| James Bruce                  | Gouverneur général                                        | 1847-1854 |
| William Rowan                | Administrateur durant l'absence de Lord Elgin             | 1853-1854 |
| Edmund Walker Head           | Gouverneur général                                        | 1854-1861 |
| William Eyre                 | Administrateur durant l'absence du gouverneur Walker Head | 1857      |
| William Fenwick Williams     | Administrateur durant l'absence du gouverneur Walker Head | 1860-1861 |
| Charles Stanley              | Gouverneur général                                        | 1861-1866 |
| John Michel                  | Administrateur durant l'absence de Lord Monck             | s.d.      |

## Lieutenants-gouverneurs de l'Ontario depuis1867
| Nom                        | Début             | Fin               |
| Henry Stisted              | 1er juillet 1867  | 14 juillet 1868   |
| William Pearce Howland     | 15 juillet 1868   | 11 novembre 1873  |
| John Willoughby Crawford   | 12 novembre 1873  | 13 mai 1875       |
| Donald Alexander Macdonald | 18 mai 1875       | 30 juin 1880      |
| John Beverley Robinson     | 1er juillet 1880  | 31 mai 1887       |
| Alexander Campbell         | 1er juin 1887     | 24 mai 1892       |
| George Airey Kirkpatrick   | 30 mai 1892       | 7 novembre 1896   |
| Oliver Mowat               | 18 novembre 1897  | 19 avril 1903     |
| William Mortimer Clark     | 21 avril 1903     | 21 septembre 1908 |
| John Morison Gibson        | 21 septembre 1908 | 26 septembre 1914 |
| John Strathearn Hendrie    | 26 septembre 1914 | 20 novembre 1919  |
| Lionel Herbert Clarke      | 20 novembre 1919  | 29 août 1921      |
| Henry Cockshutt            | 10 septembre 1921 | 12 janvier 1927   |
| William Donald Ross        | 12 janvier 1927   | 25 octobre 1931   |
| William Mulock (intérim)   | 25 octobre 1931   | 1er novembre 1932 |
| Herbert Alexander Bruce    | 1er novembre 1932 | 23 novembre 1937  |
| Albert Matthews            | 23 novembre 1937  | 26 décembre 1946  |
| Ray Lawson                 | 26 décembre 1946  | 18 février 1952   |
| Louis Orville Breithaupt   | 18 février 1952   | 30 décembre 1957  |
| John Keiller MacKay        | 30 décembre 1957  | 1er mai 1963      |
| William Earl Rowe          | 1er mai 1963      | 4 juillet 1968    |
| William Ross Macdonald     | 4 juillet 1968    | 10 avril 1974     |
| Pauline Mills McGibbon     | 10 avril 1974     | 15 septembre 1980 |
| John Black Aird            | 15 septembre 1980 | 20 septembre 1985 |
| Lincoln Alexander          | 20 septembre 1985 | 10 décembre 1991  |
| Henry N.R. Jackman         | 11 décembre 1991  | 24 janvier 1997   |
| Hilary Weston              | 24 janvier 1997   | 7 mars 2002       |
| James K. Bartleman         | 7 mars 2002       | 5 septembre 2007  |
| David Onley                | 5 septembre 2007  | 23 septembre 2014 |
| Elizabeth Dowdeswell       | 23 septembre 2014 | 14 novembre 2023  |
| Edith Dumont               | 14 novembre 2023  | en fonction       |